# 芦陽
芦陽（あしはる、生没年不詳）とは、江戸時代の大坂の浮世絵師。

## 来歴
蘭英斎芦国の門人または戯画堂芦ゆきの門人といわれる。大坂の人で文政7年（1624年）に役者絵を残している。

## 作品
- 「浮須仁三実ハ吉川蔵人･あらし橘三郎」　大判錦絵　池田文庫所蔵　※文政7年正月、大坂角の芝居の『傾城筑紫■』より[1]。「手に入た　おや也子なり　にほひ鳥　芦丸」の句あり